# Julian Flügel
Julian Flügel (* 18. April 1986 in Fulda) ist ein deutscher Langstreckenläufer.

## Leben
Julian Flügel wurde 1986 in Fulda geboren und begann im Alter von 16 Jahren erstmals mit dem Laufsport. Über die LG Baunatal-Fuldabrück kam er zum PSV Grün-Weiß Kassel, für den er bis 2010 startete, bevor er 2011 zur LG Telis Finanz Regensburg wechselte. Ab 2013 lief Flügel nach seinem persönlichen Rekord über 5000 Meter bevorzugt längere Distanzen und gab 2014 beim Hamburg-Marathon in einer Zeit von 2:15:39 h als bester Deutscher sein Marathon-Debüt, 2015 wechselte er zur TSG 08 Roth.
Julian Flügel qualifizierte sich im Januar 2016 durch seine Zeit beim Berlin-Marathon 2015 (2:13:57 h) für die Olympischen Spiele in Rio de Janeiro, nachdem die deutsche Olympianorm der Marathondistanz auf 2:14:00 h gesetzt worden war. Zwischenzeitlich hatte Flügel zusammen mit Philipp Pflieger (2:12:50 h, Berlin 2015) im Namen weiterer Athleten einen Anwalt beauftragt, gegen „DLV und DOSB Klage wegen kartellrechtswidriger Behinderung der Athleten bei der Ausübung ihres Berufes und unbilliger Benachteiligung“ zu klagen.
Flügel bezeichnet sich selbst als „Halbprofi“, da er neben seiner Karriere als Sportler 30 Stunden in der Woche als Auditor in der Finanzabteilung eines Gabelstaplerherstellers arbeitet.
Bei den Olympischen Spielen 2016 in Rio de Janeiro belegte er Platz 70 in 2:20:47 h.

## Persönliche Bestzeiten
- 1500 m: 3:52,87 min, 2013, Regensburg
- 3000 m: 8:08,88 min, 2011, Regensburg
- 5000 m: 13:54,66 min, 2013, Oordegem (Belgien)
- 10.000 m: 29:36,37 min, 2011, Essen
- 10 km: 29:35 min (Straße), 2013, Düsseldorf
- Halbmarathon: 1:04:17 h, 2016, Barcelona
- Marathon: 2:13:57 h, 2015, Berlin

## Persönliche Erfolge
International
- Olympiateilnehmer 2016 (Marathon)
- Teilnehmer EM 2016 (Halbmarathon)

National
- Fünfter DM 2015 (10 km Straße)

| Datum/Jahr    | Rang | Wettbewerb                                | Austragungsort    | Zeit     | Bemerkung                                                         |
| ------------- | ---- | ----------------------------------------- | ----------------- | -------- | ----------------------------------------------------------------- |
| 4. Feb. 2018  | 47   | ECCC Cross Country                        | Mira (Portugal)   | 00:32:07 | European Champion Clubs Cup; 12. Platz Teamwertung ART Düsseldorf |
| 30. Apr. 2017 | 6    | Düsseldorf-Marathon                       | Düsseldorf        | 02:19:21 | Marathon; zweitbester Deutscher (hinter Marian Blazinski)         |
| 15. Apr. 2017 | 39   | Paderborner Osterlauf                     | Paderborn         | 00:32:17 | 10 km; 71. Paderborner Osterlauf                                  |
| 9. Apr. 2017  | 13   | Hannover-Marathon                         | Hannover          | 01:07:24 | 12. Platz Deutsche Meisterschaften Halbmarathon 2017              |
| 21. Aug. 2016 | 71   | Olympische Sommerspiele 2016              | Rio de Janeiro    | 02:20:47 | Marathon; zweitbester Deutscher (hinter Philipp Pflieger)         |
| 10. Juli 2016 | 24   | Leichtathletik-Europameisterschaften 2016 | Amsterdam         | 01:05:18 | Halbmarathon-EM 2016; bester Deutscher                            |
| 17. Apr. 2016 | 22   | Hamburg-Marathon                          | Hamburg           | 02:17:10 | 31. Haspa Marathon Hamburg; bester Deutscher                      |
| 3. Apr. 2016  | 20   | Berliner Halbmarathon                     | Berlin            | 01:05:29 | 36. Berliner Halbmarathon                                         |
| 14. Feb. 2016 | 7    | Mitja Marató de Barcelona                 | Barcelona         | 01:04:17 | Halbmarathon; bester Deutscher                                    |
| 26. März 2016 | 12   | Paderborner Osterlauf                     | Paderborn         | 00:30:25 | 10 km; 70. Paderborner Osterlauf                                  |
| 25. Okt. 2015 | 44   | Frankfurt-Marathon                        | Frankfurt am Main | 02:21:32 | Frankfurt-Marathon 2015                                           |
| 27. Sep. 2015 | 19   | Berlin-Marathon                           | Berlin            | 02:13:57 | 42. BMW Berlin Marathon                                           |
| 23. Aug. 2015 | 1    | Stadtlauf Berlin                          | Berlin            | 01:04:30 | Halbmarathon; 7. StadtLauf Berlin von SportScheck und BMW         |
| 26. Apr. 2015 | 16   | Hamburg-Marathon                          | Hamburg           | 02:14:51 | 30. Haspa Marathon Hamburg; bester Deutscher                      |
| 4. Apr. 2015  | 12   | Paderborner Osterlauf                     | Paderborn         | 00:29:43 | 10 km; 69. Paderborner Osterlauf                                  |
| 29. März 2015 | 19   | Berliner Halbmarathon                     | Berlin            | 01:04:57 | 35. Berliner Halbmarathon                                         |